# Live in Ottobrunn
Albums de Martial Solal
Coming Yesterday : Live at Salle Gaveau 2019
(2021)
Live in Ottobrunn est un album du pianiste de jazz français Martial Solal, enregistré le 14 décembre 2018 au Wolf-Ferrari Haus à Ottobrunn et sorti le 4 novembre 2022 chez GML. Il s'agit de l'enregistrement de l'avant-dernier concert du pianiste.

## À propos de l'album
En décembre 2018, Martial Solal est invité par son ami pianiste Cornelius Claudio Kreusch, à jouer en piano solo au Wolf-Ferrari Haus à Ottobrunn, dans la banlieue de Munich, au 5th Klavier Festival. Cinquante jours plus tard, le 23 janvier 2019, Martial Solal donne son dernier concert.
Le répertoire se partage entre standards, compositions originales et improvisations. On y trouve également deux chansons populaires (Happy Birthday et Frère Jacques, sous le titre Brother Jack), habitude prise par Martial Solal dans ses derniers concerts (My One and Only Love, Coming Yesterday : Live at Salle Gaveau 2019).
Le concert s'ouvre avec un simple ré qui reste en suspens, avant de se transformer en My Funny Valentine,. Le premier set se termine avec Cherokee, standard particulièrement apprécié des musiciens de bebop, joué ici sur un tempo medium.

## Réception critique
La critique est positive : Jazz Thing, jazzenzo.nl, Jazz Journal…
Jean-Pierre Goffin (jazzmania.be) écrit : « c'est virtuose, subtil, surprenant, élégant, mêlant tradition et modernité, un régal pour les amateurs de piano. Et dire qu'il ne joue plus aujourd'hui rend d'autant plus indispensable les dernières prestations munichoise et parisienne de Solal ». Pour Krzysztof Komorek (jazzpress.pl), « Solal impressionne par son énergie, sa forme parfaite et son imagination musicale ». Dans Citizen Jazz, Nicolas Dourlhès écrit : « sans vouloir en faire un pensum crépusculaire, parsemé au contraire, et comme dans une forme d’élégance, d’un humour délicieusement gracieux, (écoutez Brother Jack), Martial Solal nous livre une énième et passionnante leçon de piano. Son enthousiasme à encore et toujours « faire de la musique » est proprement jouissif à entendre et définitivement communicatif ».

## Liste des pistes
| 1. | My Funny Valentine                                            | Richard Rodgers/Lorenz Hart                                                                        | 5:46  |
| 2. | Historie de Blues                                             | Martial Solal                                                                                      | 3:32  |
| 3. | Tea for Two                                                   | Vincent Youmans/Irving Caesar                                                                      | 7:26  |
| 4. | Duke Ellington Medley : Caravan Sophisticated Lady Satin Doll | Duke Ellington/Juan Tizol/Irving Mills Duke Ellington Duke Ellington/Billy Strayhorn/Johnny Mercer | 10:20 |
| 5. | I'll Remember April                                           | Gene de Paul/Patricia Johnston/Pat Johnston/Don Raye                                               | 6:50  |
| 6. | Brother Jack                                                  | Tradtionnel                                                                                        | 2:12  |
| 7. | Lover Man                                                     | Jimmy Davis/Ram Ramirez/James Sherman                                                              | 7:30  |
| 8. | Cherokee                                                      | Ray Noble                                                                                          | 5:23  |

| 1. | Improvisation             | Martial Solal                 | 8:23 |
| 2. | Coming Yesterday          | Martial Solal                 | 6:44 |
| 3. | Happy Birthday            | Patty Hill/Mildred J. Hill    | 7:03 |
| 4. | Here's That Rainy Day     | Johnny Burke/Jimmy Van Heusen | 3:58 |
| 5. | 'Round Midnight           | Thelonious Monk               | 8:04 |
| 6. | Köln Duet (Improvisation) | Martial Solal                 | 6:13 |
| 7. | My One and Only Love      | Guy Wood/Robert Mellin        | 4:40 |